# حوذان معترش
الحوذان المعترش أو الحوذان الزاحف أو حَوْذَان مدَّاد أو رجل الغراب المدَّاد نوع نباتي يتبع جنس الحوذان من الفصيلة الحوذانية.
موطنه الأصلي أوروبا وآسيا والمغرب العربي. ساقه منتصبة فرعاء تعلو نحو 50 سم. جذوره سطحية مدادة. أزهاره صفر. ازهراره يستمر من أيار إلى تموز. يزرع للتزيين. يرغب في الأتربة المتوسطة الاندماج الرطبة.